# 244. Infanterie-Division (Wehrmacht)
La 244. Infanterie-Division fu una divisione dell'esercito tedesco attiva durante la seconda guerra mondiale che venne creata nel 1943 e fu schierata lungo il fronte occidentale dove fu sciolta nel 1944.

## Storia
La divisione fu istituita l'8 settembre 1943 nell'area di Anversa, diverse unità di rifornimento provenivano dalla sciolta 39. Infanterie-Division. Una volta completata la formazione, la divisione venne trasferita nella zona di Marsiglia per svolgere compiti di protezione costiera. Nell'agosto 1944, dopo l'inizio dell'Operazione Dragoon la divisione dovette fronteggiare la popolazione francese che prese le armi dopo la ritirata delle truppe tedesche; dopo l'arrivo delle truppe alleate la maggior parte delle difese tedesche furono distrutte e Marsiglia fu poi consegnata all'esercito francese il 28 agosto 1944. I membri della divisione furono fatti prigionieri ed i suoi resti furono ritirati a Münsingen. Con ordinanza del 7 ottobre 1944 la divisione fu dichiarata sciolta con effetto immediato.

## Ordine di battaglia
- Grenadier-Regiment 932
- Grenadier-Regiment 933
- Grenadier-Regiment 934
- Artillerie-Regiment 244
- Pionier-Bataillon 244
- Feldersatz-Bataillon 244
- Divisions-Nachrichten-Abteilung 244
- Divisions-Nachschubführer 244[1]

## Comandanti
- Generalleutnant Martin Gilbert (1º settembre 1943 - 14 aprile 1944)
- Generalleutnant Hans Schäfer (14 aprile 1944 - 7 ottobre 1944)[1]